# Karin Stanek
Karin Ilona Stanek (ur. 18 sierpnia 1943 w Bytomiu, zm. 15 lutego 2011 w Wolfenbüttel) – polska piosenkarka bigbitowa. Wokalistka zespołu Czerwono-Czarni.
Ceniona za energię i wyrazistość sceniczną, określana jako jeden z symboli bigbitu. Uznana za jedną z „50 najlepszych polskich wokalistek” według czasopisma Machina. W latach 60. należała do najpopularniejszych polskich piosenkarek, lansując takie przeboje jak „Malowana piosenka” (znana powszechnie pod tytułem „Malowana lala”), „Chłopiec z gitarą”, „Jedziemy autostopem”, „Jimmy Joe” czy „Wala twist”. W latach 70. wyemigrowała z Polski do Niemiec, gdzie wydawała niemiecko- i anglojęzyczne nagrania. W latach 90. wznowiła występy w Polsce, wciąż ciesząc się dużą popularnością, choć do końca życia mieszkała na stałe w Niemczech, gdzie zmarła na skutek komplikacji chorobowych w 2011.

## Życiorys
Urodziła się 18 sierpnia 1943 w Bytomiu, była córką Teodora Stanka i Zofii Marii z domu Ociepka. Według niektórych źródeł urodziła się trzy lata później i jako nastolatka zawyżyła swój wiek, by móc wcześniej podjąć pracę. Pochodziła z wielodzietnej rodziny górniczej, była trzecim z sześciorga dzieci. Z powodu trudnej sytuacji materialnej musiała przejąć domowe obowiązki i opiekować się młodszym rodzeństwem.
Po ukończeniu siedmiu klas szkoły podstawowej pracowała jako goniec w Przedsiębiorstwie Instalacyjnym Przemysłu Węglowego. Była muzycznym samoukiem i karierę zaczynała w amatorskich zespołach młodzieżowych działających na Górnym Śląsku. W 1961 roku została zakwalifikowana do organizowanego przez Polskie Radio konkursu piosenki.

### Lata 60.: Kariera z Czerwono-Czarnymi
Zadebiutowała piosenką „Jimmy Joe” w marcu 1962, którą wygrała konkurs Czerwono-Czarni szukają młodych talentów, zostając tym samym wokalistką grupy. W lipcu 1962 zakwalifikowała się do finałowej dziesiątki I Festiwalu Młodych Talentów w Szczecinie i wystąpiła z Czerwono-Czarnymi na festiwalu w Sopocie, gdzie wykonana przez nią „Malowana piosenka” została entuzjastycznie przyjęta przez publiczność. W roku 1963 wzięła udział w I Krajowym Festiwalu Piosenki Polskiej w Opolu, gdzie wykonała przeboje „Autostop” i „Chłopiec z gitarą”, dostając wyróżnienie. Pojawiła się w filmie dokumentalnym pt. Gdzieś w Polsce, a następnie w produkcji fabularnej Janusza Morgensterna Dwa żebra Adama. W 1964 roku wystąpiła ponownie na festiwalu w Sopocie, a także na II festiwalu w Opolu, gdzie odebrała nagrodę specjalną za piosenkę „Jedziemy autostopem”. W Opolu pojawiła się jeszcze w 1965 roku z piosenką „Tato, kup mi dżinsy”. Wtedy też zdobyła III nagrodę na IV Międzynarodowym Festiwalu Krajów Nadbałtyckich. Już jako znana artystka uzupełniła wieczorowo wykształcenie i zdała maturę. Wcześniej piosenkarka była krytykowana przez opinię publiczną za brak wykształcenia, na które w rzeczywistości nie mogła sobie pozwolić przez trudną sytuację materialną rodziny. Zmagała się też z dyskryminacją ze względu na śląskie pochodzenie i dialekt.
W 1966 w Stanach Zjednoczonych ukazała się pierwsza długogrająca płyta Karin, składająca się z jej największych przebojów. Wcześniej nagrała w Polsce tylko cztery tzw. „czwórki” jako solowa wokalistka z Czerwono-Czarnymi jako zespołem akompaniującym. Pojawiła się też na dwóch longplayach grupy: imiennym Czerwono-Czarni z 1966 roku oraz 17.000.000 wydanym w roku 1967. Razem z zespołem występowała w wielu krajach Europy, a także w USA i Kanadzie, choć rząd komunistyczny w tamtym czasie niejednokrotnie uniemożliwiał Stanek wyjazdy zagraniczne. W 1968 roku koncertowała z Czerwono-Czarnymi w ZSRR, jednak jej współpraca z zespołem dobiegła końca latem 1969 roku, kiedy to wokalistka odeszła z powodu trudnej atmosfery w zespole. Poznała wówczas Annę Kryszkiewicz, która miała zostać jej wieloletnią menadżerką i przyjaciółką.

### Lata 70. i 80. Kariera solowa
Rozpoczęła pisanie własnych piosenek i krótko współpracowała z czeską grupą The Samuels. Mimo że nowe utwory podobały się publiczności, Stanek stała się obiektem wrogich ataków ze strony mediów, które szerzyły nieprawdziwe informacje na jej temat. Z powodzeniem koncertowała jednak w Europie i Związku Radzieckim. W 1974 wystąpiła na I edycji Polskich Targów Estradowych w towarzystwie zespołu Schemat. W tym samym roku pojawiła się też dwa razy na XII KFPP w Opolu – podczas koncertu z okazji XXX-lecia PRL-u, wykonując trzy stare przeboje, oraz w plebiscycie Premiery, gdzie zaprezentowała nowy utwór „Dyskoteka rock”. Choć publiczność przyjęła oba wystąpienia bardzo pozytywnie, to zostały one wycięte z transmisji telewizyjnej i w większości skrytykowane przez prasę. Mimo to, piosenkarce przyznano wówczas odznakę za zasługi dla miasta Opola. Ze względu na nieustającą niechęć środowiska muzycznego sabotującego jej karierę, Stanek w 1975 roku skupiła się na występach za granicą. Na przełomie 1976 i 1977 roku przez kilka miesięcy występowała w USA, a następnie wyjechała do Niemiec, by tam rozpocząć działalność muzyczną.
W 1979 wystąpiła w popularnym zachodnioniemieckim programie Disco z piosenką „Ich mag dich so wie du bist” i wydała album Das geballte Temperament mit der unerhörten Stimme nagrany w całości w języku niemieckim. Oryginalnie wydany tylko na kasecie magnetofonowej, pojawił się w dystrybucji cyfrowej ponad 30 lat później. W roku 1981 wydała singel „Let’s Have a Party” pod pseudonimem Cory Gun, a w 1982 roku dwa single nagrane z zespołem Blackbird, również po angielsku, z powodzeniem koncertując. Nowe nagrania zostały jednak pozbawione promocji, jako że agentka artystki, przebywająca wówczas w Polsce, napotkała trudności z powrotem do Niemiec. Stanek wyprowadziła się wówczas z Kolonii do Wolfenbüttel, gdzie mieszkała jej rodzina. Tam przyjęła niemieckie obywatelstwo i skierowana została na kurs językowy dla przesiedleńców. Postanowiła tymczasowo zawiesić karierę, występując dopiero pod koniec lat 80. w USA, a także w Niemczech.

### Ostatnie lata
Powróciła do Polski dopiero w 1991, śpiewając w sopockiej Operze Leśnej na koncercie poświęconym legendom polskiego rocka. Jej występ otrzymał entuzjastyczne przyjęcie zarówno publiczności, jak i mediów. Rok później ponownie wystąpiła w Sopocie świętując XXX-lecie swojej działalności artystycznej, a na rynku pojawiło się pierwsze wydawnictwo CD w jej dorobku, kompilacja przebojów Greatest Hits. W 1993 ukazała się biografia Malowana lala autorstwa menadżerki artystki, Anny Kryszkiewicz, a w 1995 Stanek wzięła udział w programie Szansa na sukces u boku Heleny Majdaniec i Jacka Lecha. Następnie nawiązała krótką współpracę z zespołem Gang Olsena, z którym wystąpiła w rodzinnym Bytomiu w 1997 roku po 30 latach nieobecności. Nagrała nowe wersje „Tyle razy były już” i „Jedziemy autostopem”, które ukazały się na składance Jedziemy autostopem – Złota kolekcja w 2002 roku. Podczas obchodów 750-lecia Bytomia, otrzymała odznakę za szczególne zasługi dla miasta. Regularnie pojawiała się w kraju, udzielając dużych koncertów. Nie wróciła jednak na stałe do Polski, m.in. ze względu na mieszkającą w Niemczech matkę, którą się opiekowała.
Ostatni występ Stanek w Polsce miał miejsce w Szczecinie w 2005. Wtedy też ukazało się jej ostatnie nagranie, wydana w Niemczech piosenka „Sex”, utrzymana w stylu eurodance. W 2007 roku piosenkarka podupadła na zdrowiu i przez kolejne lata odmawiała proponowanych jej licznych koncertów w Polsce i za granicą. Zmarła 15 lutego 2011 w Niemczech z powodu ciężkiego zapalenia płuc, z którym walczyła w szpitalu przez kilka tygodni. Pochowana została w Wolfenbüttel. W 2011 roku w opolskiej Alei Gwiazd odbyło się odsłonięcie gwiazdy Karin Stanek, a następnie ukazało się trzypłytowe wydawnictwo Autostopem z malowaną lalą zawierające największe przeboje Stanek oraz utwory nigdy wcześniej niewydane. W Bytomiu imieniem piosenkarki nazwano plac przed Centrum Kultury, a w 2013 roku postawiono tam pomnik artystki. W roku 2015 opublikowana została uaktualniona wersja biografii Karin.

## Dyskografia

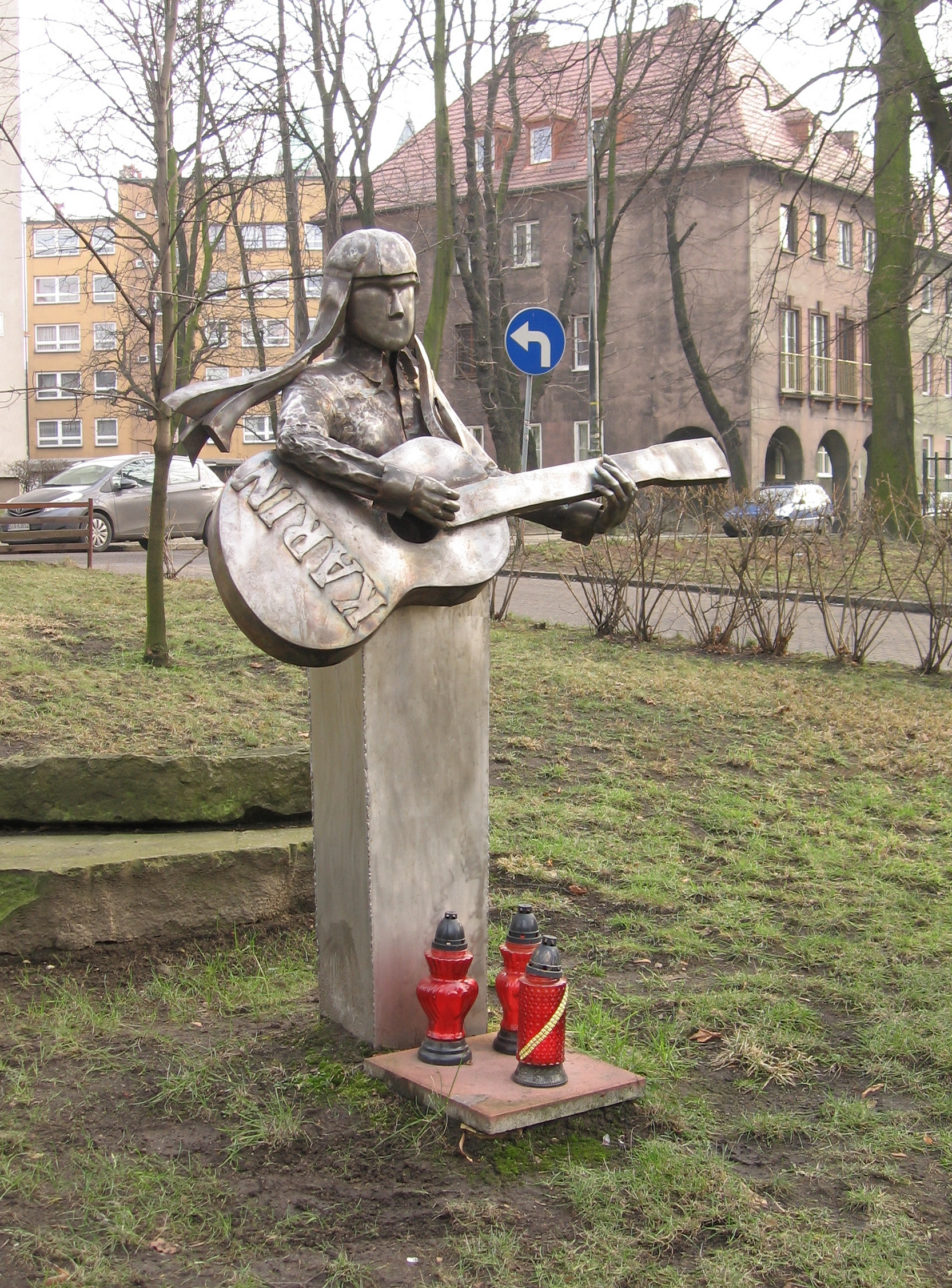
Rzeźba plenerowa pamięci Karin Stanek w Bytomiu, na placu jej imienia, 2018

### Albumy studyjne
- 1979: Das geballte Temperament mit der unerhörten Stimme

### Kompilacje
- 1966: Malowana lala – Najpopularniejsze przeboje śpiewa Karin Stanek
- 1992: Greatest Hits
- 1999: Malowana lala
- 2002: Jedziemy autostopem – Złota kolekcja
- 2003: Platynowa kolekcja – Złote przeboje
- 2003: Jimmy Joe – Polskie perły
- 2006: Platynowa kolekcja – Moje złote przeboje
- 2009: Dziewczyna z gitarą
- 2011: Autostopem z malowaną lalą

### Minialbumy
- 1962: „Malowana piosenka”/„Teddy Bear”/„Jimmy Joe”/„Tutti Frutti” (oraz Czerwono-Czarni)
- 1963: „Chłopiec z gitarą”/„Wio, kary”/„Piosenka o warkoczykach”/„Gaz, panie szofer” (oraz Czerwono-Czarni)
- 1963: „Wala twist”/„Jedziemy autostopem”/„Piosenka z uśmiechem”/„Biała bluzka, czarne spodnie” (oraz Czerwono-Czarni)
- 1964: „Zielone serce”/„Katarzyna”/„Motor i ja”/„Dla młodych ten twist” (oraz Czerwono-Czarni)

### Single
- 1979: „Ich mag dich so wie du bist”
- 1979: „Hey Schnucki, komm’ tanz’ mal Boogie Woogie”
- 1979: „Tango Gitano”
- 1981: „Let’s Have a Party” (jako Cory Gun)
- 1982: „Don’t Play That Game with Me” (jako Blackbird)
- 1982: „Tell Me” (jako Blackbird)
- 1984: „You Better Run for Your Life (If You Can)” (jako Blackbird)
- 2005: „Sex”

## Filmografia
- 1963: Gdzieś w Polsce
- 1964: Dwa żebra Adama

## Nagrody i wyróżnienia
- 1963: Wyróżnienie na I Krajowym Festiwalu Piosenki Polskiej w Opolu
- 1964: Wyróżnienie na II Krajowym Festiwalu Piosenki Polskiej w Opolu
- 1965: III nagroda na IV Międzynarodowym Festiwalu Krajów Nadbałtyckich
- 1978: III nagroda na Amerykańskim Festiwalu Autorów i Kompozytorów za piosenkę „Wierny wiatr”
- 1979: IV nagroda na Amerykańskim Festiwalu Autorów i Kompozytorów za piosenkę „Proszę, nie płacz już”